# Foxit Reader
Foxit Reader ist eine Freemium-Software für Windows, macOS und Linux zum Anzeigen von PDF-Dateien und somit eine Alternative zum weitverbreiteten Adobe Reader. Für alle Geräte mit Windows 10 und Smartphones und Tabletcomputer mit den Betriebssystemen Android oder iOS gibt es eigene Versionen unter dem Namen Foxit MobilePDF.
Entwickelt wird das Programm von der in Fuzhou, China beheimateten Firma Fujian Foxit Software Development Joint Stock Co., Ltd., (chinesisch 福建福昕软件开发股份有限公司) auch bekannt als Foxit Software (福昕软件). Das amerikanische Tochterunternehmen Foxit Software Incorporated ist ansässig in den US-Bundesstaaten Kalifornien und Georgia. Eine größere Bekanntheit erreichte es vor allem nach dem Erscheinen der Version 6 des Adobe Reader, die von vielen Anwendern wegen der langen Ladezeiten kaum benötigter Plug-ins kritisiert wurde. Anders als z. B. Sumatra PDF ist Foxit Reader jedoch nicht quelloffen.

## Eigenschaften
Foxit Reader läuft unter Windows ab Vista, bis Version 4.x auch ab Windows 2000. Darüber hinaus gibt es Varianten für OS X und Linux. Im Gegensatz zum Adobe Reader muss Foxit Reader nicht installiert werden, weshalb er sich zum Ausführen auf Wechseldatenträgern eignet.
Außerdem bietet er inzwischen deutlich mehr Funktionen als Adobe Reader.
Zur Darstellung eingebetteter Bilder, die im JPEG-2000-Format komprimiert sind, ist ein kostenloses Plug-in erforderlich. Der Foxit Reader selbst ist erst ab Version 4 ausschließlich kostenlos.

### Funktionen
Ein als FreeType bezeichnetes Feature ermöglicht es, Text an jeder beliebigen Stelle in ein PDF-Dokument einzufügen, auch dann, wenn vom Ersteller die Funktion „Formular ausfüllen“ nicht vorgesehen wurde. Weiterhin werden verschiedene Werkzeuge zum Kommentieren und Verarbeiten von Text geboten. So können Textpassagen markiert, unterstrichen, durchgestrichen oder ausgeblendet werden. Auch das Einfügen von Kommentarfeldern, Figuren, Mess- oder Freihandlinien ist möglich. Eine weitere Besonderheit ist die Fähigkeit, PDF-Dateien in Reintext umzuwandeln und abzuspeichern. Ab Version 2.1 kann Foxit Reader auch Formularfunktionen (Eingabe- und Auswahlfelder) in bestehende PDF-Dokumente integrieren.
Änderungen können entweder direkt im PDF abgespeichert werden, oder in einer separaten Änderungsdatei, was die Bearbeitung eines Dokuments durch verschiedene Personen erleichtert. Ein anderer Bearbeiter benötigt die Originaldatei und kann die Änderungsdatei dann importieren, weitere Änderungen machen, diese exportieren und weiterschicken. Auf diese Weise ist die gemeinsame Arbeit auch an sehr großen Dokumenten möglich, ohne diese jedes Mal vollständig versenden zu müssen.
Werbung, die nach Anwendungsstart angezeigt wird, lässt sich dauerhaft unter Einstellungen→Allgemein abschalten.

### Browser-Plug-in
Ebenso wie der Adobe Reader bietet Foxit Reader ein Browser-Plug-in, mit dem auf Wunsch PDF-Dokumente aus dem Web sofort im Browserfenster betrachtet werden können. Das Programm integriert sich in den Browser, sofern Foxit Reader als Standardprogramm für PDF-Dateien ausgewählt wurde.

## Portable App
Der Foxit Reader ist auch als portable App verfügbar, mit der sich PDF-Dateien
ohne weitere Anpassungen oder Einrichtung (Installationen) auf verschiedenen Rechnern, auch von einem Wechseldatenträger aus, ansehen und annotieren lassen.

## Problemanzeigen
In seiner wechselhaften Geschichte wurden Sicherheitsprobleme des Foxit-Readers namhaft. So sei mit Version 6.1.4 das Foxit-Installationsprogramm mit potenziell unerwünschten Programmen wie OpenCandy gebündelt gewesen, die die Browser-Hijacking-Malware Conduit installierten. Diese bösartigen Programme wurden nach Nutzer-Beschwerden erst mit Version 6.2.1 entfernt.
Im Juli 2014 berichtete das mit Computersicherheit befasste Internet Storm Center, dass die mobile Version für das iPhone unverschlüsselte Telemetriedaten und andere Daten an entfernte Server in China weiterleitet, obschon Anwender versucht haben sollen, diese Datenerfassung zu unterbinden.
Mit Version 10 ist die PDF-Erstellung in Foxit Reader nicht mehr verfügbar.
Version 2023.2 ist die letzte Version, mit der Lesezeichen in PDF-Dateien gesetzt oder bearbeitet werden können. Diese Funktionalität ist danach nicht mehr verfügbar.